# Zwichtring
Een zwichtring is een constructie op een windmolen voor de bediening van Ten Have- of Van Riet-kleppen, waardoor zelfzwichting mogelijk wordt. Bij dit systeem is geen doorboorde bovenas nodig, zoals bij de toepassing van een spin wel het geval is.
De zwichtring is omgeven door vier geleide rollen, die zijn gemonteerd op een ijzeren raamwerk, het zwichtraam. Het zwichtraam zit vast achter de askop op de binnenroede. Om de zwichtring heen zit een remband met een staaldraad, die via de kap naar de staart gaat. De remband of het remschoentje zit met een eind vast aan de kap. Als de staaldraad handmatig wordt aangetrokken remt de zwichtring door de remband of het remschoentje af en verdraait ten opzichte van het zwichtraam, waardoor de kleppen opengaan. Door de hefboom te bewegen kunnen de twee kleppen helemaal opengezet worden of een klein stukje om bijvoorbeeld de snelheid eerst uit het gevlucht te halen alvorens de molen gevangen wordt. Dit werkt alleen als het gevlucht draait. De openstaande kleppen worden geborgd met een pal. Deze pal heeft het bezwaar, dat de vergrendeling ervan ook kan plaatsvinden als gevolg van een erg harde windvlaag. Als dat tijdens het malen gebeurt, verliest de molen kracht. Hij moet dan eerst worden stilgezet, zodat de veer opnieuw kan worden gespannen. Voor het sluiten van de kleppen moet de pal met een koevoet tegen de veerdruk in worden losgetrokken.
Tijdens het draaien van het gevlucht wordt het opengaan van de kleppen bepaald door de hoeveelheid spanning op de regulateurveer, die van tevoren wordt ingesteld. Voor het instellen van de veerspanning of het met de hand sluiten van de kleppen zit er op één eind van de roe een sluitliertje. Het draaiende gevlucht oefent een centrifugale kracht uit op de regulateurstangen (zwichtstangen), die aan de zwichtring vastzitten, waardoor de zwichtring tegen de veerspanning in kan verdraaien en de kleppen meer of minder beginnen open te gaan. Vervolgens helpt ook de winddruk nog mee doordat de klepas uit het midden meer naar de roe van de klep zit.  

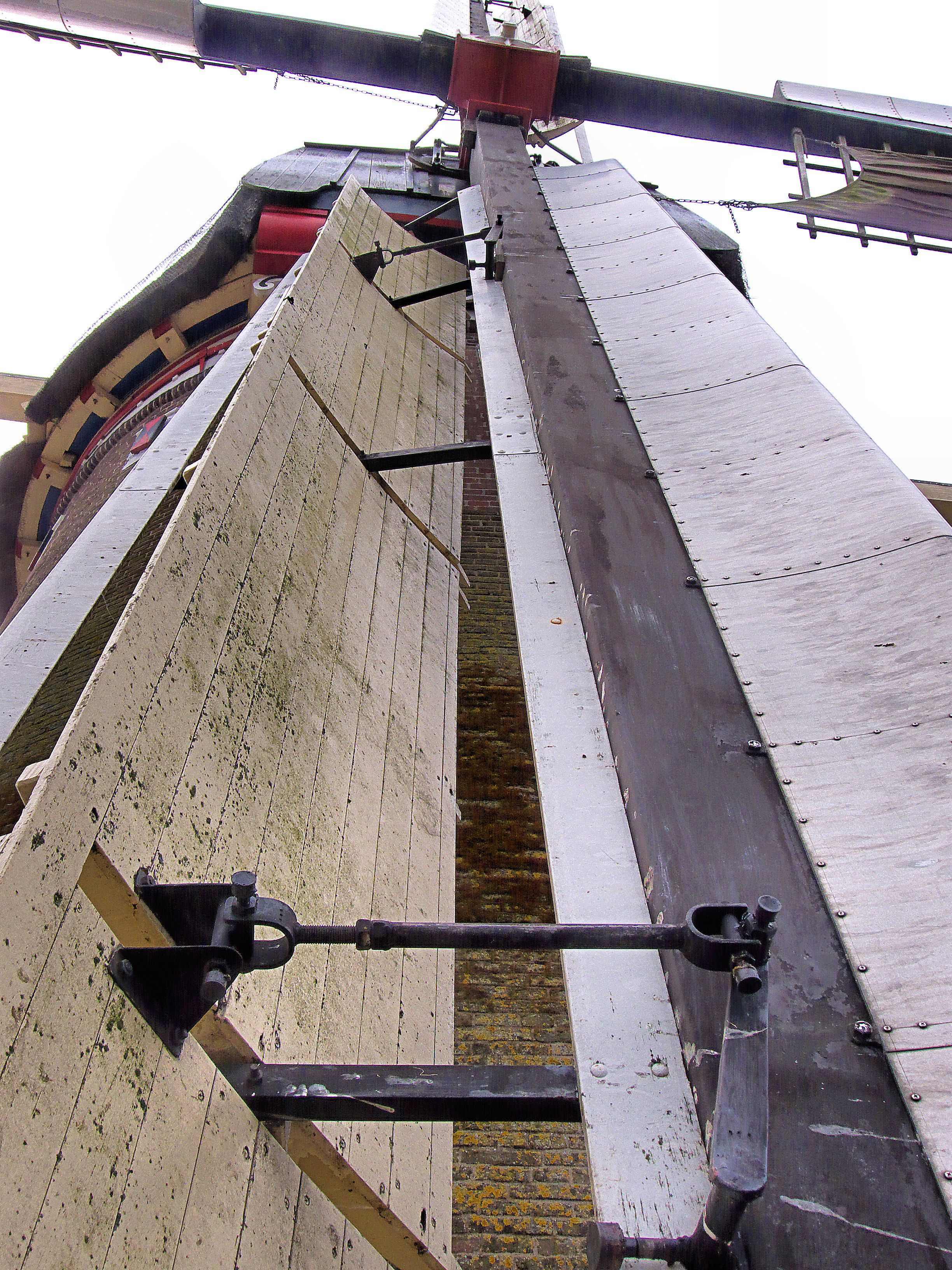
Gevlucht met zwichtring, Ten Have kleppen, Busselneuzen en Oud-Hollands hekwerk
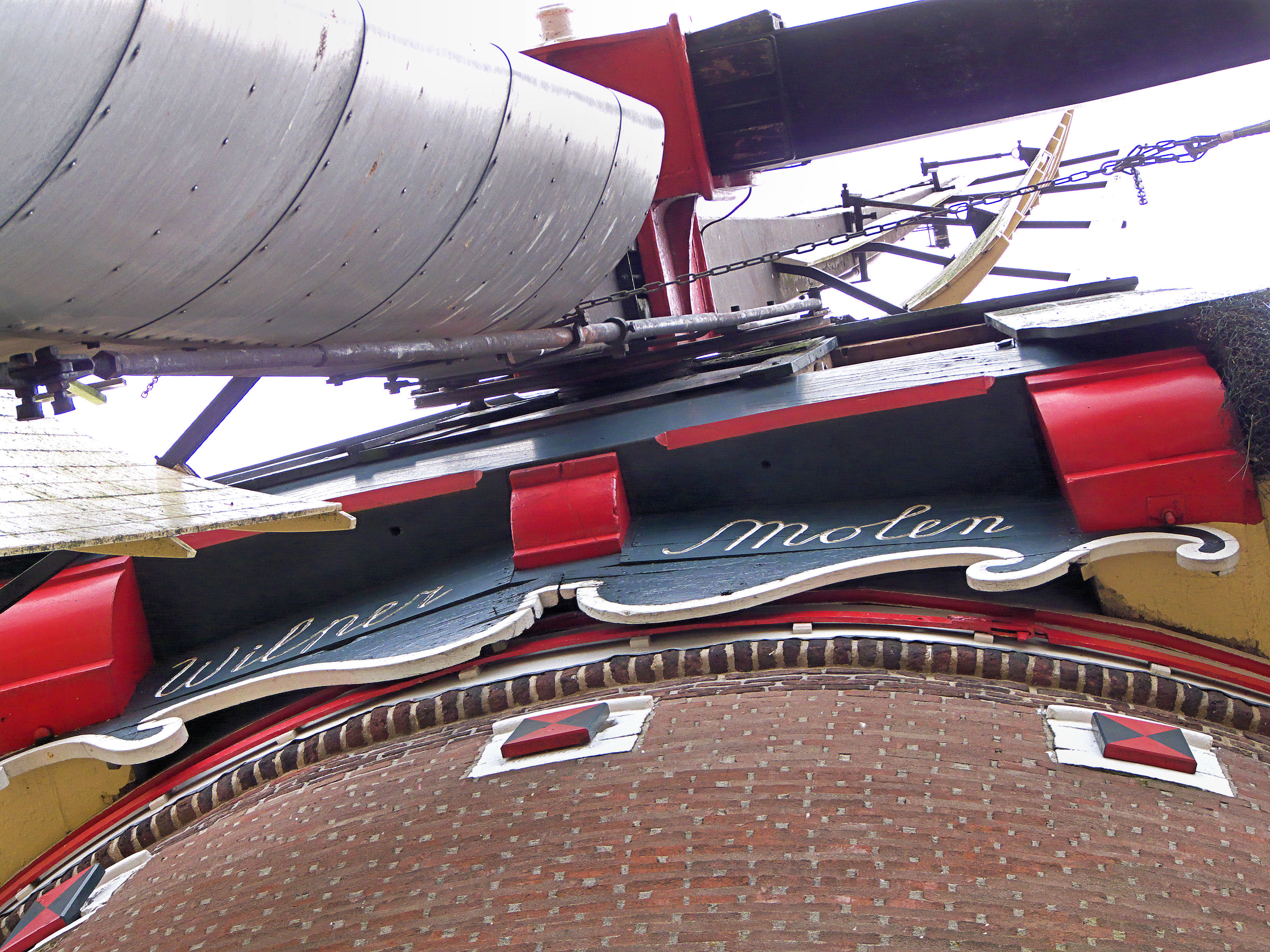
Zwichtring voor de Ten Have kleppen. Hier is ook een Van Busselneus aanwezig.
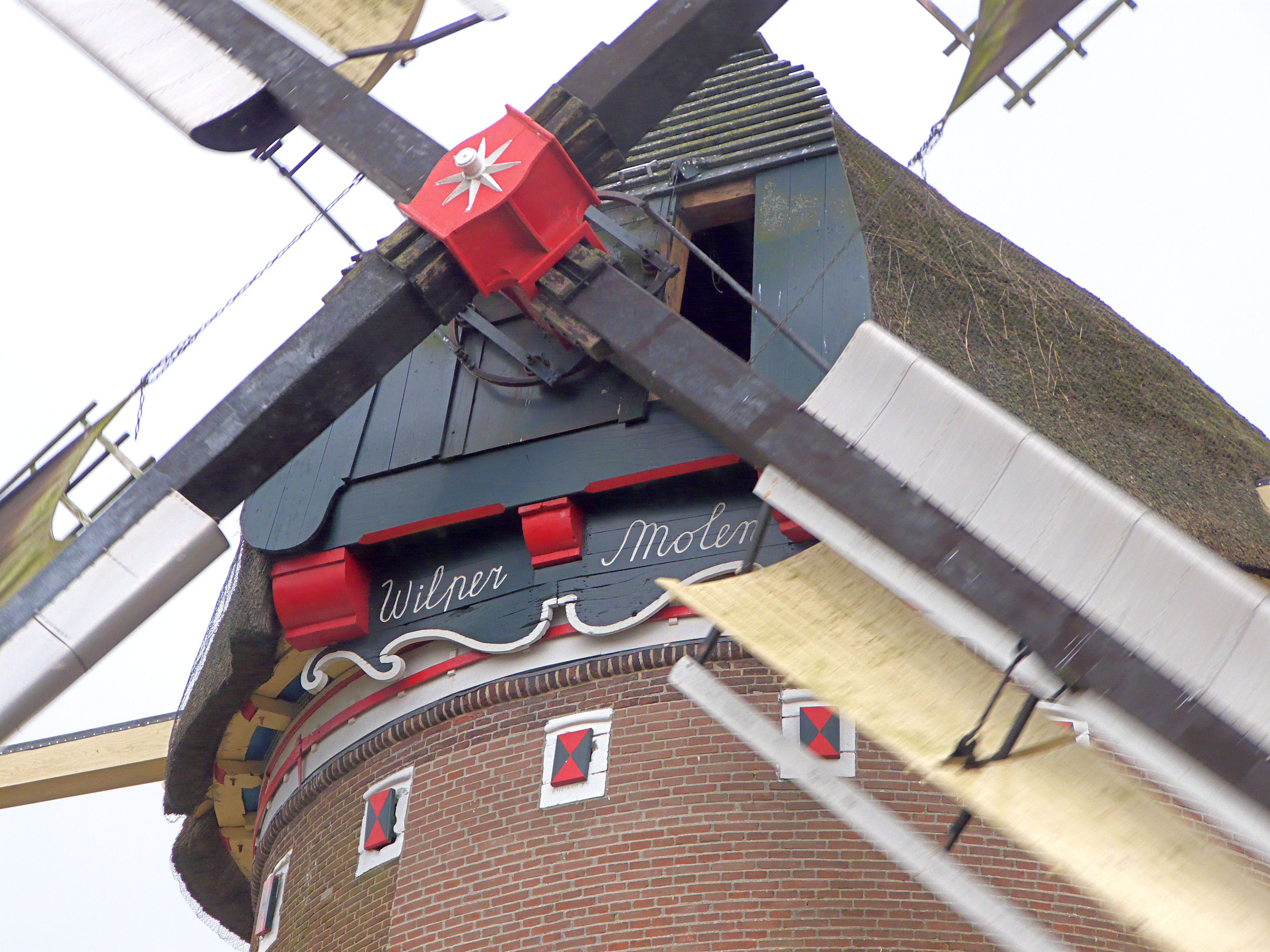
Zwichtring voor de Ten Have kleppen
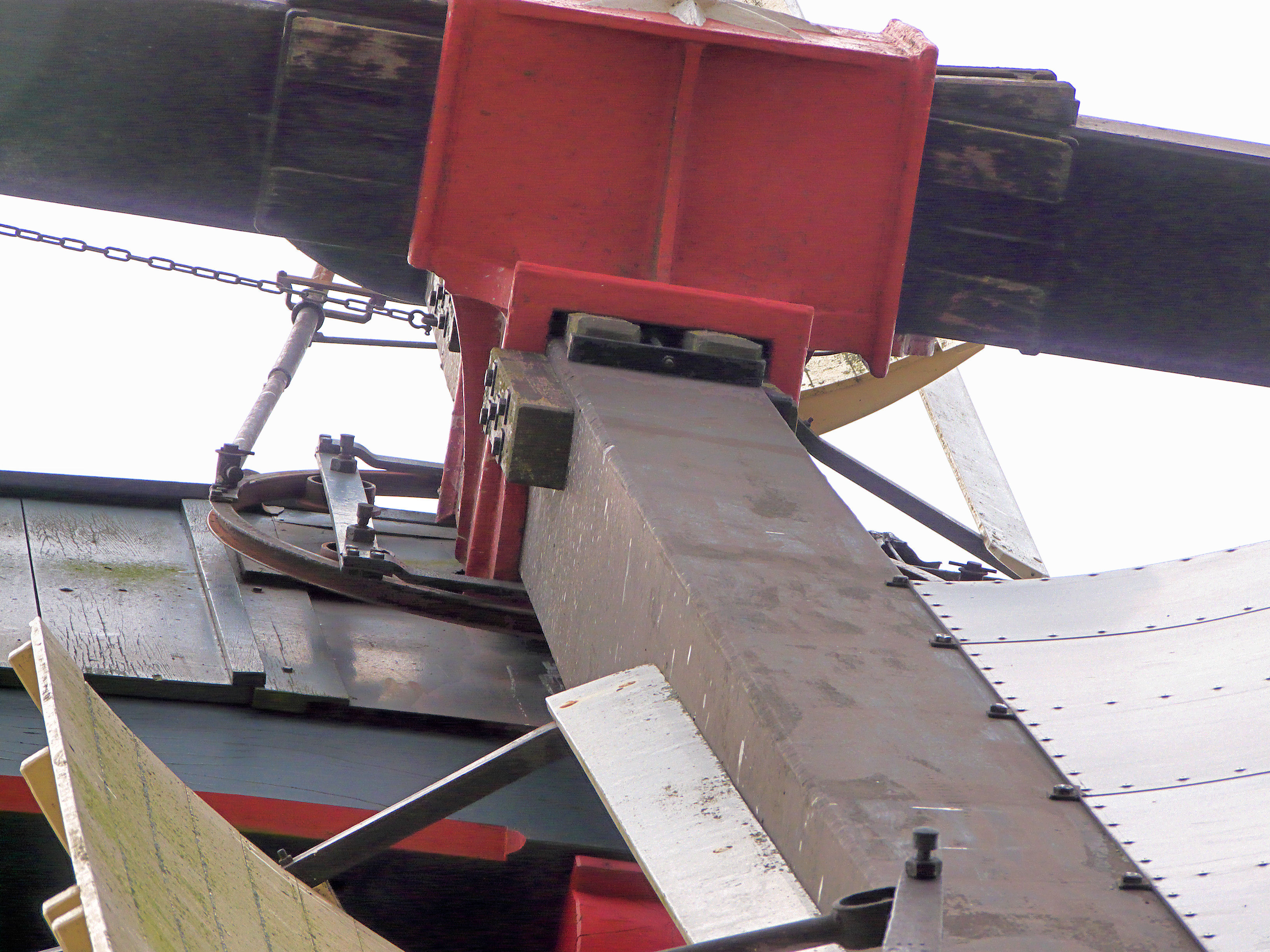
Zwichtring voor de Ten Have kleppen
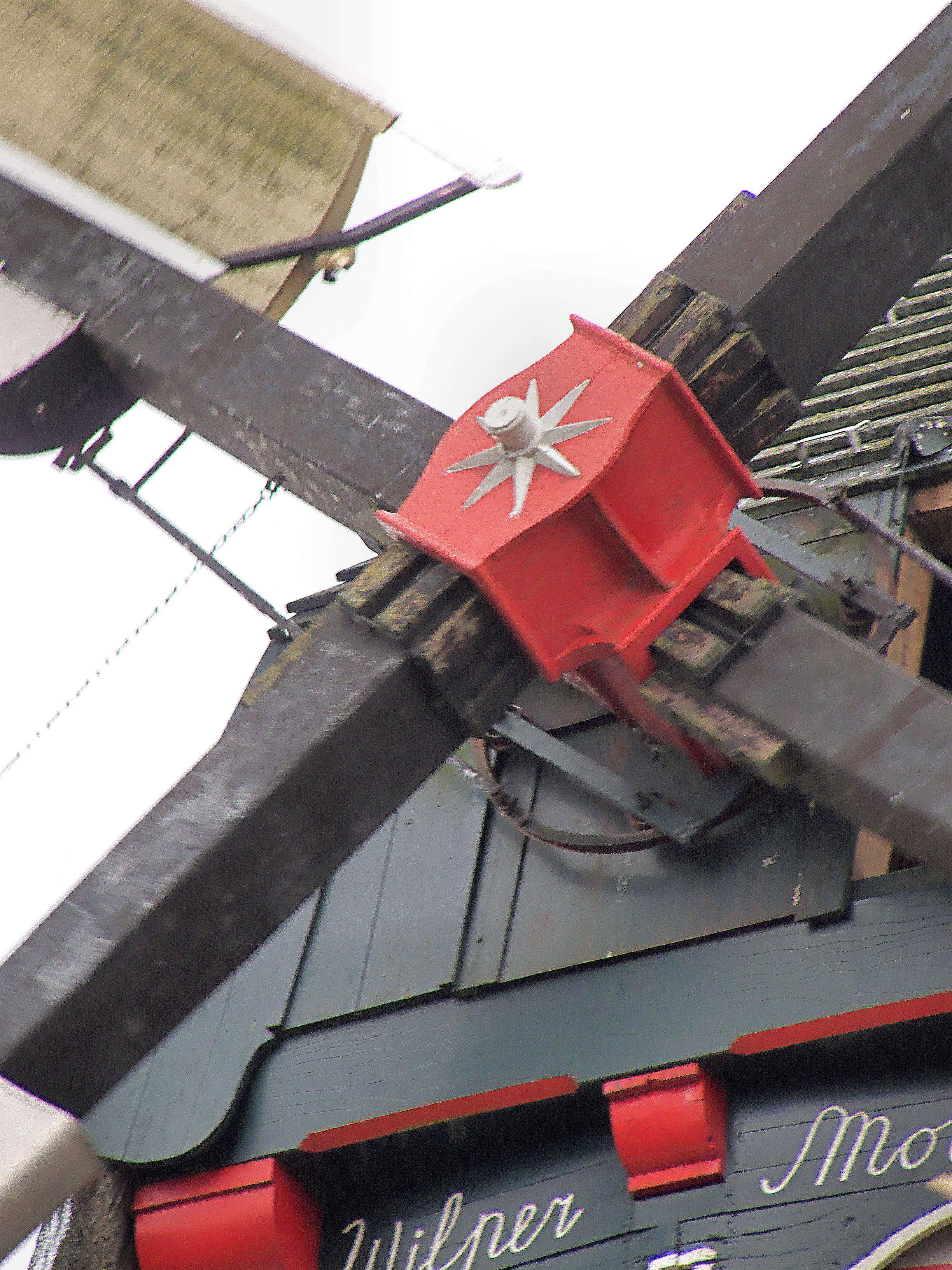
Zwichtring voor de Ten Have kleppen
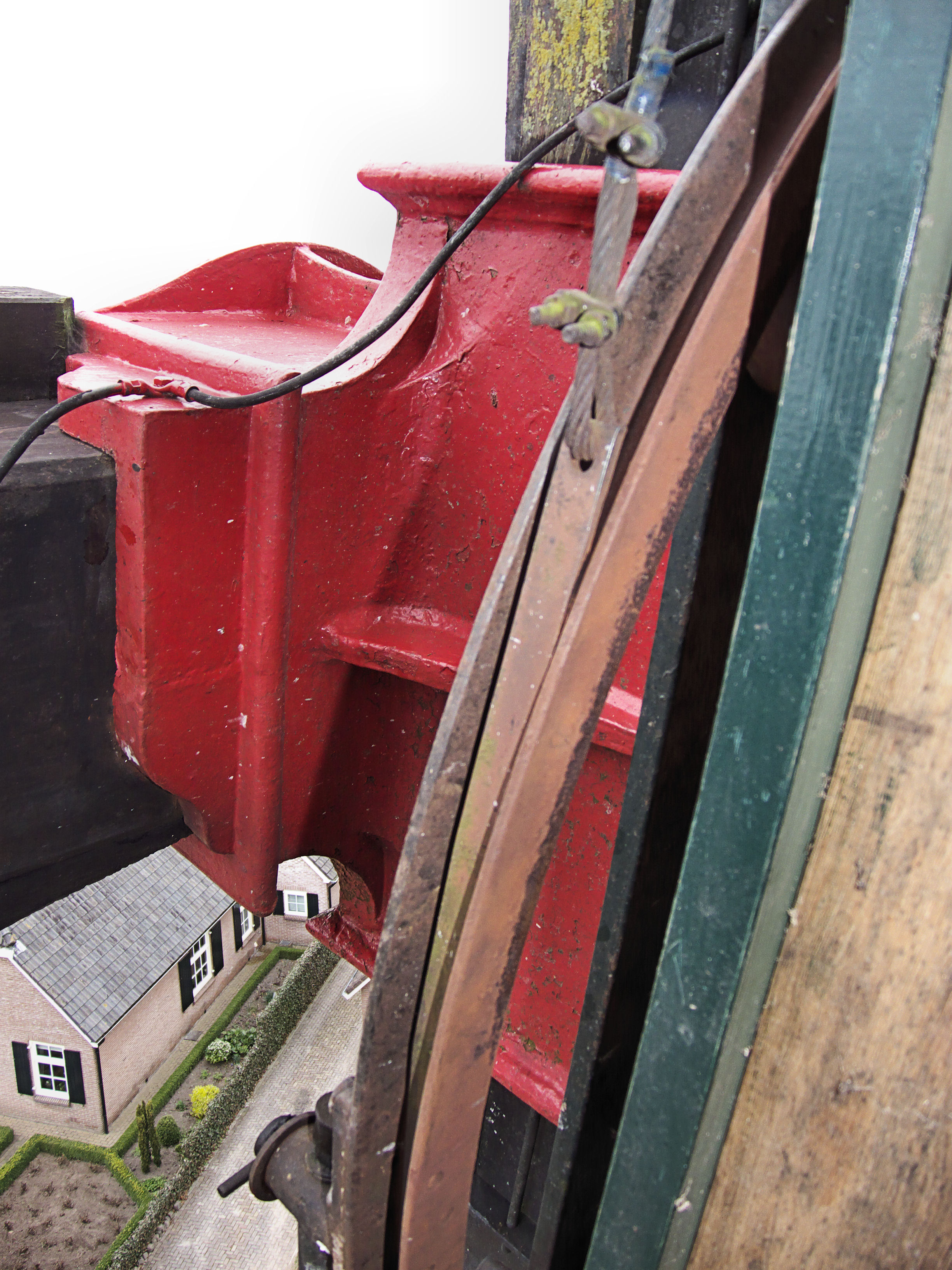
Remband
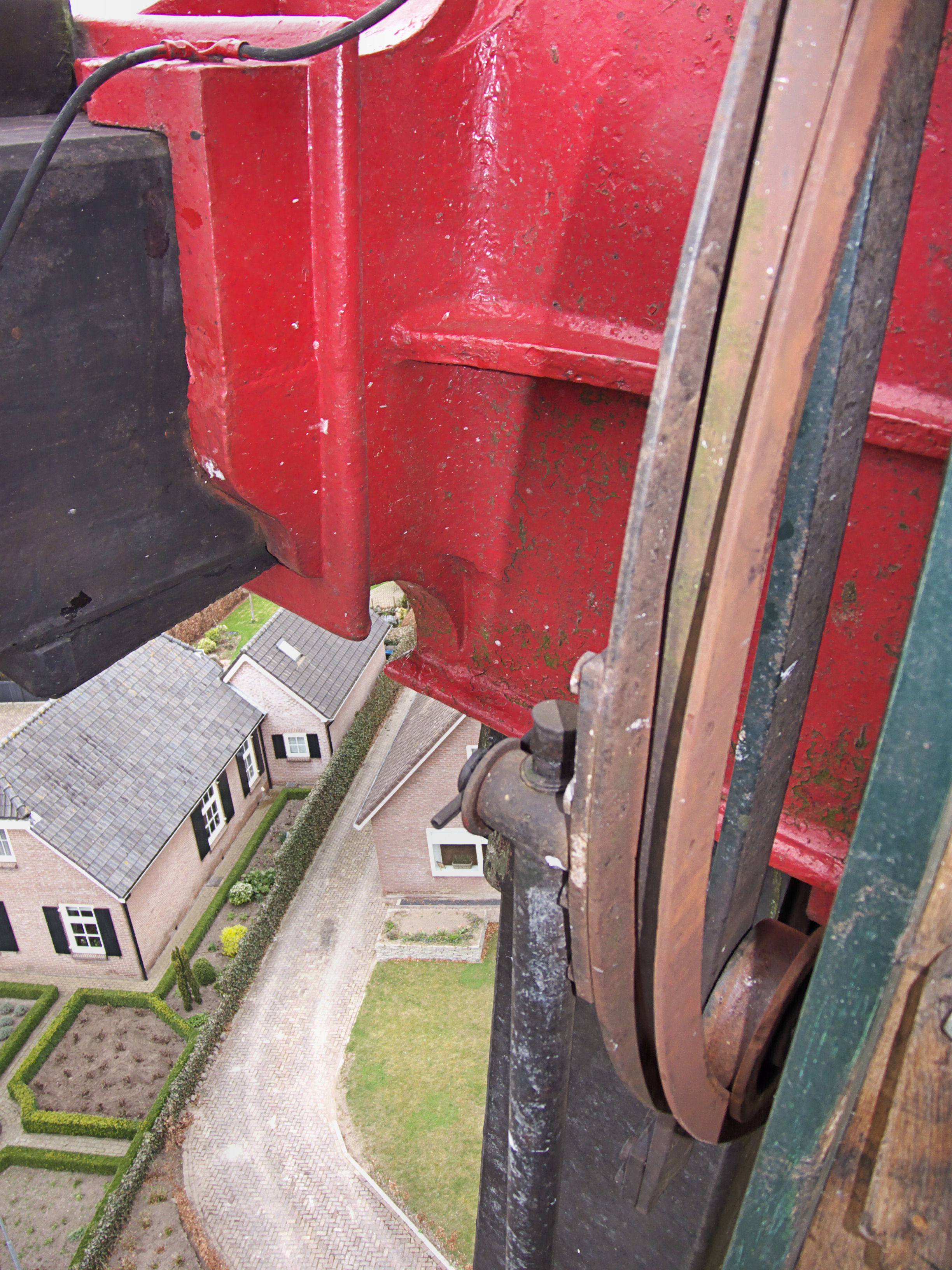
Remband
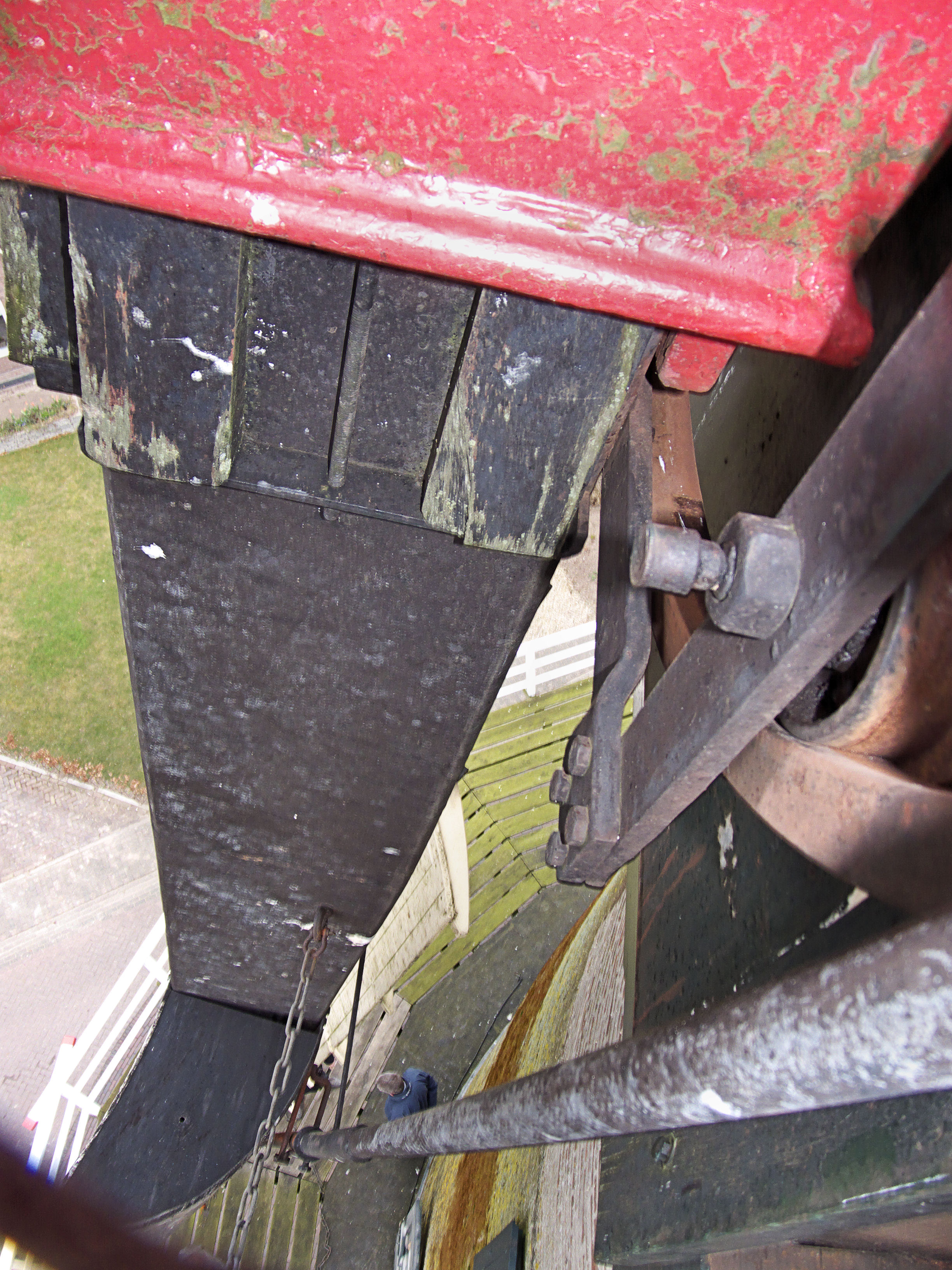
Zwichtraam
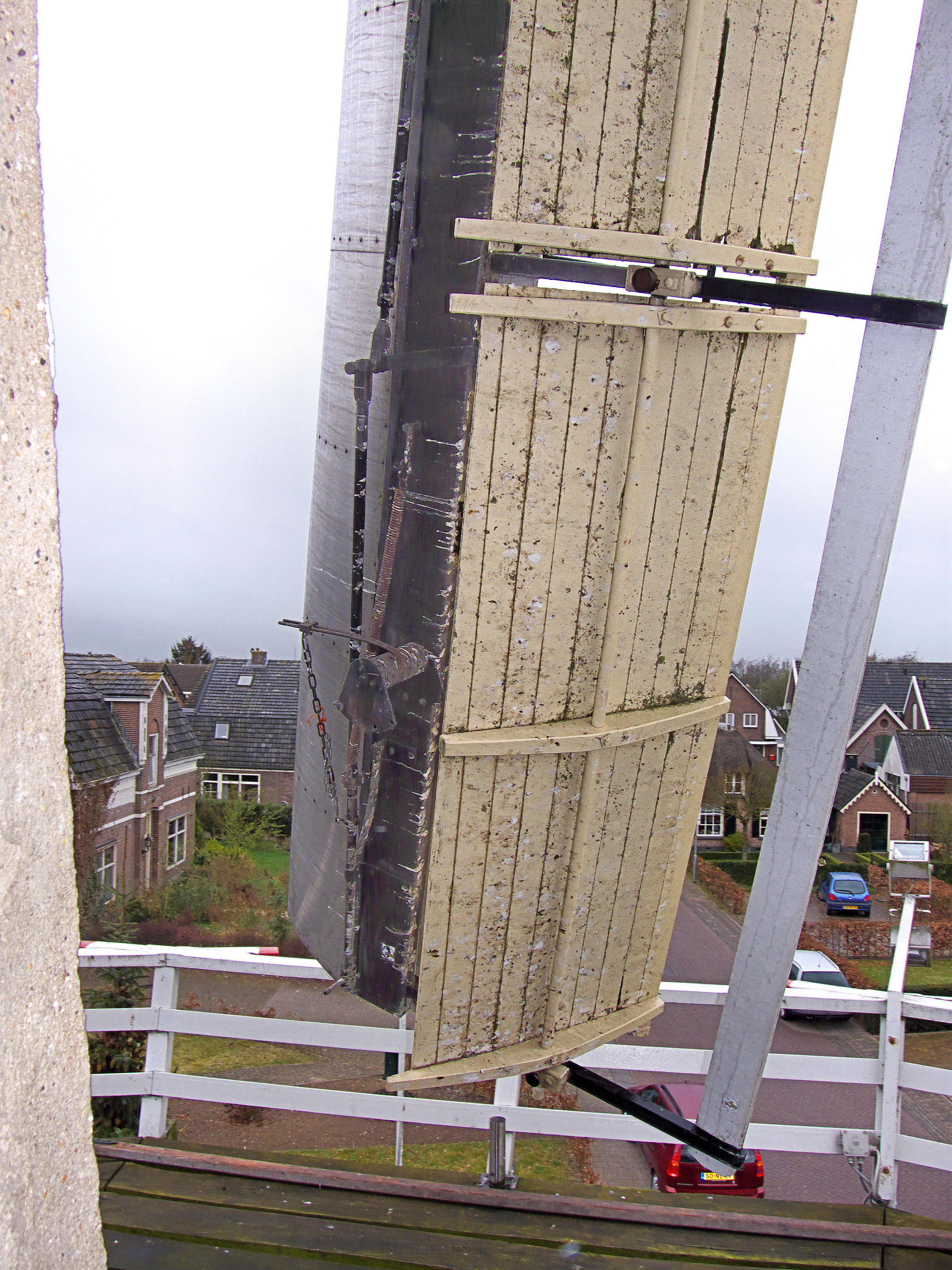
Sluitliertje met regulateurveer
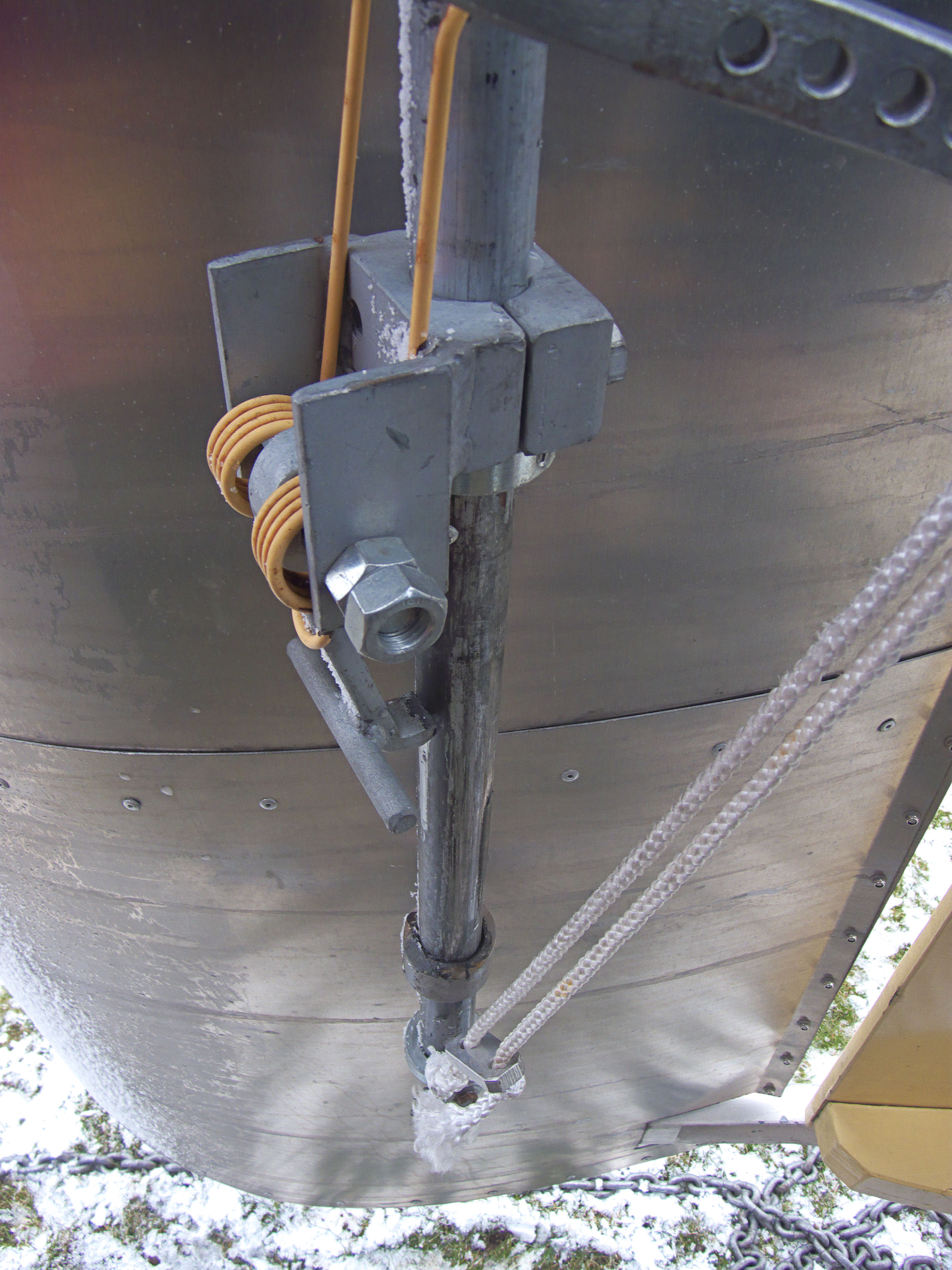
Regulateurstang met borgpal
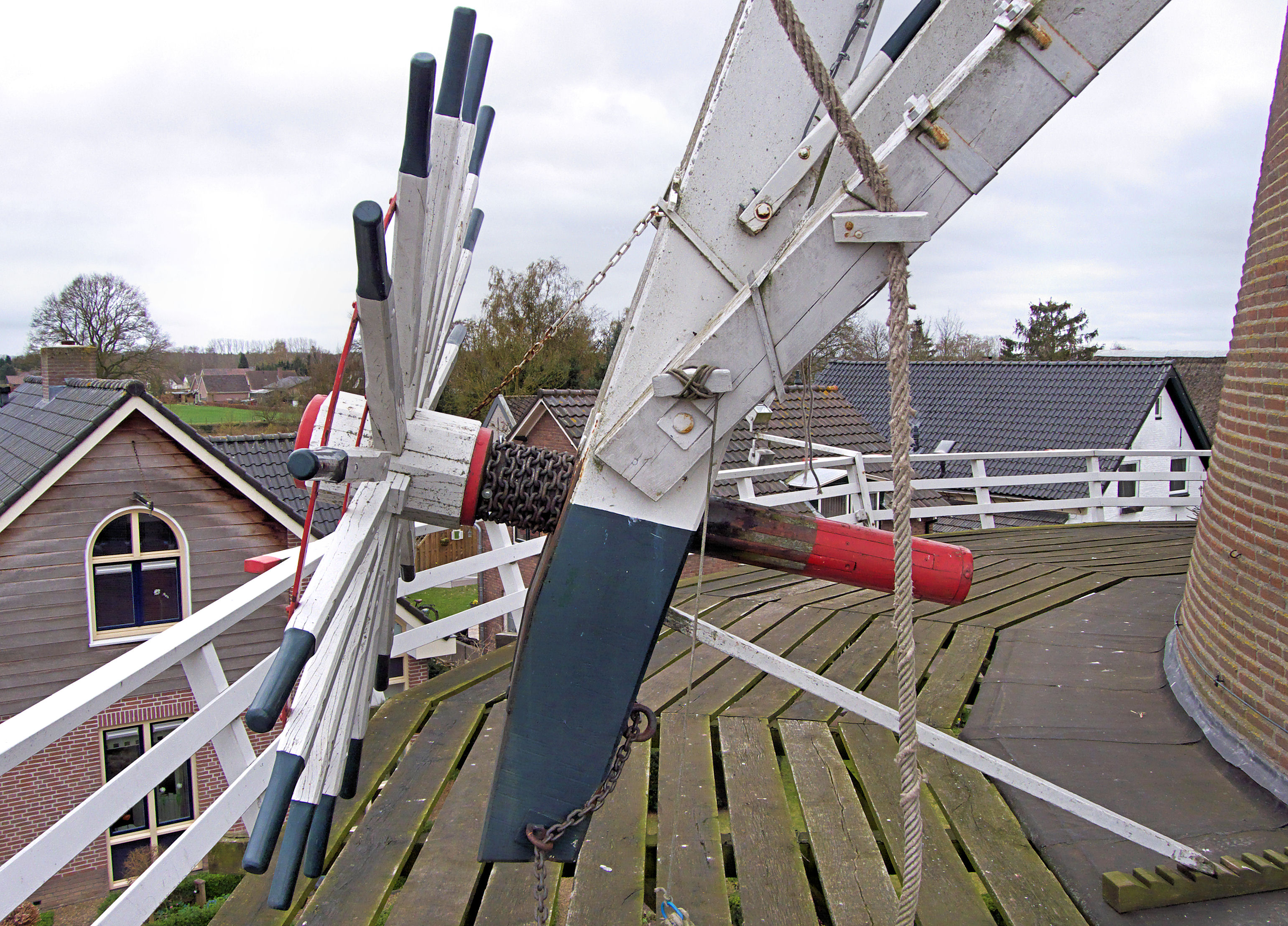
Staart met hefboom (met staaldraad) voor bediening remband zwichtring
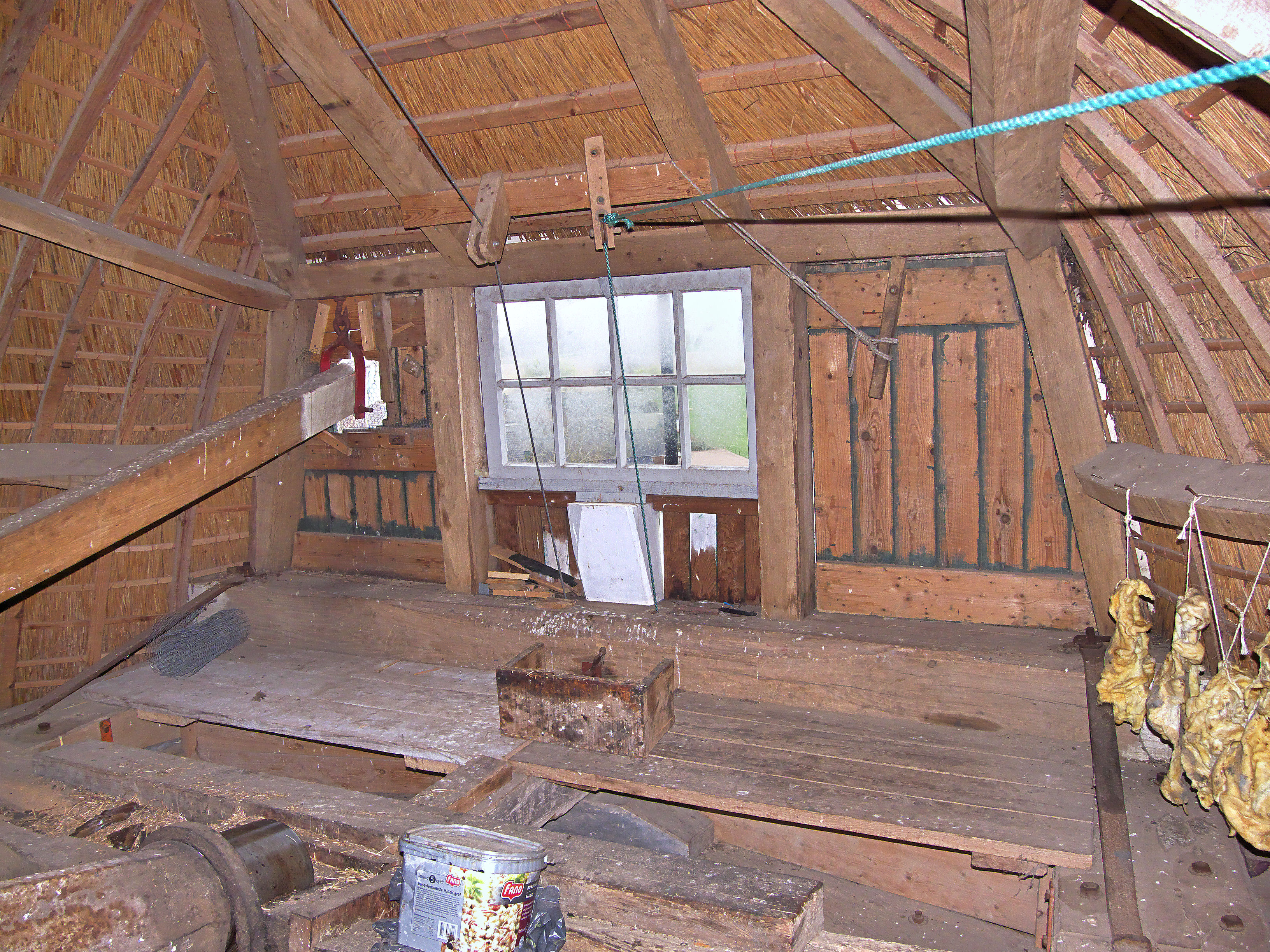
Staaldraad van remband (links) en paltouw (rechts) voor de pal naar de staart
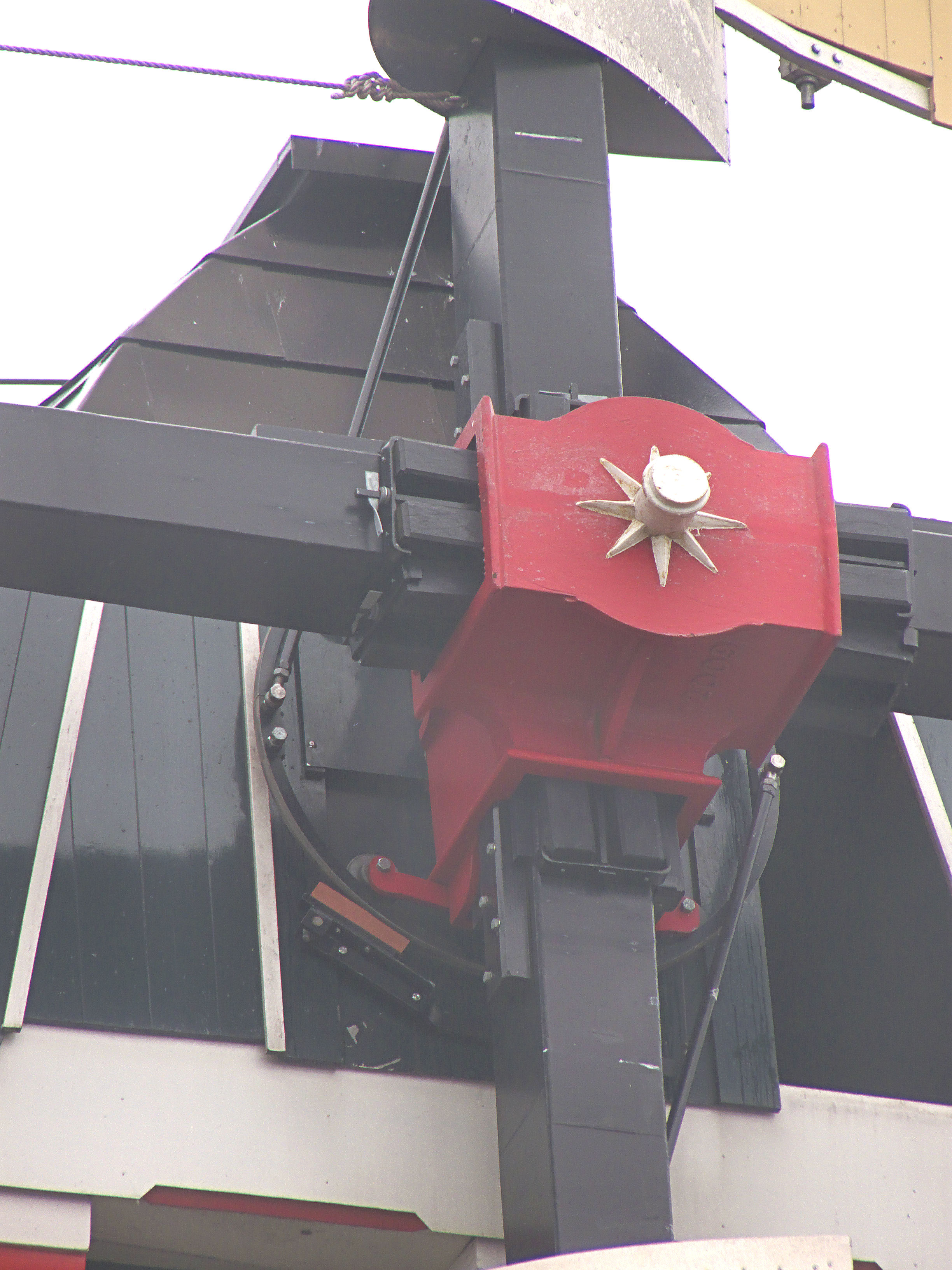
Zwichtring bij Molen Bataaf met remschoentje
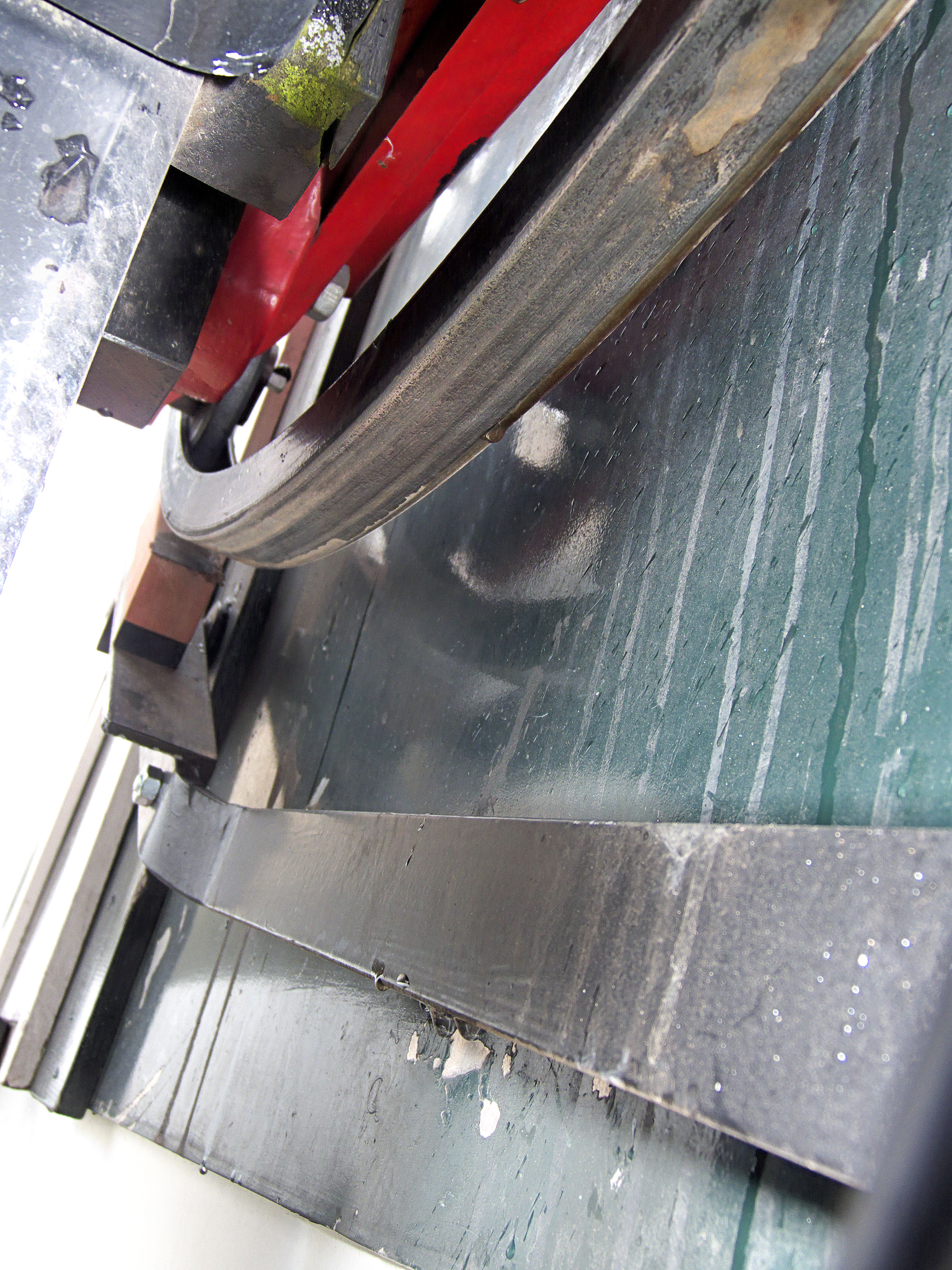
Zwichtring met remschoentje bij de Molen Bataaf
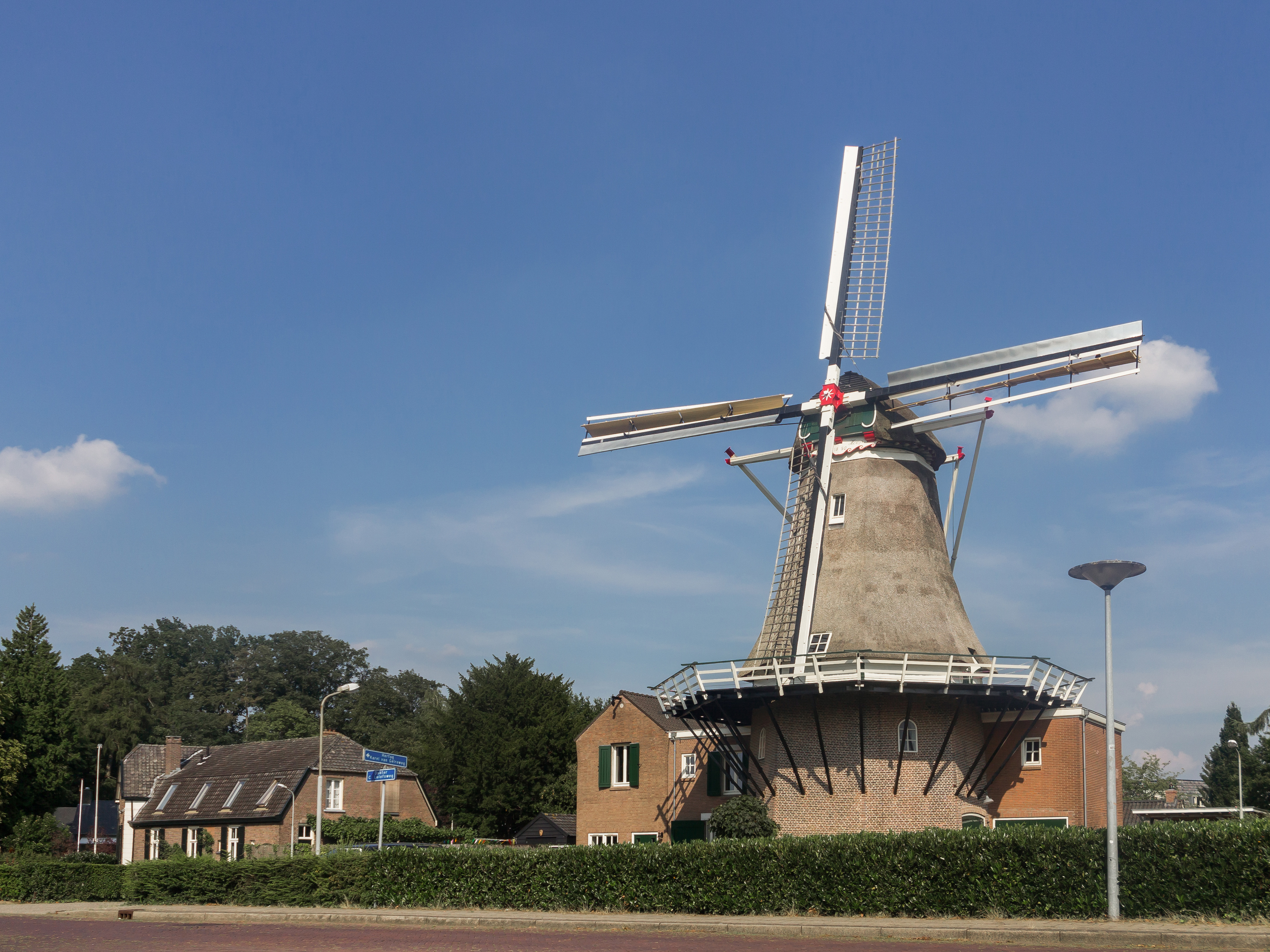
Zwichtring bij De Hoop in Vorden